# رافائل اوانس
رافائل اوانس (انگلیسی: Raphale Evans؛ زادهٔ ۷ مهٔ ۱۹۹۰) بازیکن فوتبال اهل بریتانیا است.
از باشگاه‌هایی که در آن بازی کرده‌است می‌توان به باشگاه فوتبال سالفورد سیتی، باشگاه فوتبال برافورد پارک آونیو، باشگاه فوتبال نورتویچ ویکتوریا، و باشگاه فوتبال روچدیل اشاره کرد.